# Сумісність речовин
Сумісність речовин (рос. совместимость веществ, англ. compatibility) — здатність двох чи більше субстанцій змішуватись без небажаної зміни своїх хімічних чи фізичних властивостей.
Сумісність полімерів
Здатність полімерiв утворювати істинний розчин один в одному або стабільну в часові суміш.

## Інтернет-ресурси
- Chemical compatibility database [Архівовано 27 липня 2016 у Wayback Machine.]